# Palácio Kharitonov
O Palácio Kharitonov (em russo: Харитоновский дворец) é indiscutivelmente a maior residência palaciana nos Urais. Esta moradia neoclássica foi encomendada em 1794 por Lev Rastorguyev, um velho crente comerciante e latifundiário. A casa principal foi construída no chamado Monte da Anunciação em Ecaterimburgo. A vizinha Igreja da Anunciação foi construída no mesmo tempo que a residência.
O palácio tem esse nome atual em homenagem a Pyotr Kharitonov, genro de Rastorguyev. Ele herdou a propriedade em 1824 e empregou o arquiteto Mikhail Pavlovich Malakhov para conectar os edifícios com uma série de passagens cobertas. Um parque inglês na propriedade também foi comissionado por Kharitonov. Seu tratamento duro dos servos deu origem a um bando de lendas sobre uma rede de câmaras subterrâneas e passagens onde seus camponeses foram torturados.
Em 1837 Kharitonov foi oficialmente censurado por sua crueldade, posto em julgamento e condenado à prisão perpétua na Fortalexa de Korela. O palácio caiu em desuso. Foi reparado no final dos anos 1930 para abrigar um Young Pioneer Palace local. Pyotr Latyshev, o enviado presidencial para o Distrito Federal dos Urais, planejou assumir o palácio em 2000. Foi oficialmente designado sua residência, mas, após uma campanha de protesto, esses planos não prosseguiram.